# Ark: Survival Evolved
Ark: Survival Evolved (estilizado como ΛRK) é um jogo eletrônico de ação-aventura e sobrevivência desenvolvido pela Studio Wildcard, em colaboração com Instinct Games, Efecto Studios e Virtual Basement. No jogo, os jogadores acordam em uma ilha cheia de dinossauros selvagens e outros animais pré-históricos, bem como outros jogadores potencialmente hostis nos modos multijogador PvP.
O jogo pode ser jogado em uma perspectiva de câmera em terceira pessoa ou em primeira pessoa, e seu mundo aberto é navegado a pé ou montado em um animal. Os jogadores podem usar armas de fogo e ferramentas improvisadas para se defenderem contra humanos e criaturas hostis, com a habilidade de construir bases defensivas no chão ou em cima de algumas criaturas. O jogo conta com opções de um jogador e multijogador. O multijogador permite a opção de formar tribos de membros em um servidor. O número máximo de membros de uma tribo varia dependendo do servidor. Nesse modo, todos os dinossauros domesticados e estruturas são geralmente compartilhadas entre os membros. Há um modo de PvE onde os jogadores não podem lutar entre si.
O desenvolvimento começou em outubro de 2014, sendo lançado para PC pela primeira vez em acesso antecipado em junho de 2015. A equipe de desenvolvimento conduziu pesquisas sobre a aparência física dos animais, mas usou liberdades criativas por motivos de jogabilidade. A desenvolvedora egípcia Instinct Games foi contratada para facilitar o desenvolvimento do jogo. Ele foi lançado em agosto de 2017 para PlayStation 4, Xbox One, Microsoft Windows, macOS e Linux, com versões para Android, iOS e Nintendo Switch sendo lançadas em 2018; uma versão para Google Stadia tem seu lançamento planejado para o verão de 2021. O jogo recebeu críticas geralmente mistas, com críticas à sua dificuldade "punitiva", dependência em grinding e problemas de otimização, especialmente na versão para Nintendo Switch. Diversas expansões para o jogo foram lançadas como conteúdo para download. Dois jogos spin-off foram lançados em março de 2018 – o jogo de realidade virtual Ark Park e o jogo de sobrevivência PixArk – e dois aplicativos acompanhantes, A-Calc e Dododex, foram lançados em outubro de 2015 e agosto de 2017, respectivamente.

## Jogabilidade
Ark: Survival Evolved é um jogo de sobrevivência e ação-aventura em um ambiente de mundo aberto com um ciclo dinâmico de dia e noite e pode ser jogado em uma perspectiva de terceira pessoa ou primeira pessoa. Para sobreviver, os jogadores devem criar uma base, com uma fogueira e armas; atividades adicionais, como domesticação e alimentação de animais, requerem mais recursos. O mundo do jogo, conhecido como o "Ark", tem aproximadamente 48 km2 de tamanho: cerca de 36 km2 de terra e 12 km2 de oceano.
Há atualmente 176 criaturas que popular o mundo de Ark. Nas versões mais antigas do jogo, quase todas as criaturas eram dinossauros e animais pré-históricos reais. Entretanto, com a progressão do enredo, criaturas míticas como a serpe, o grifo e a fênix foram adicionadas. Com o lançamento de novas expansões, animais completamente originais, como o Karkinos (similar a um caranguejo-aranha-japonês) e o Velonasaur (similar a um dinossauro terópode), foram adicionados ao jogo, bem como criaturas robóticas como o Enforcer e o Scout.

### Domesticação de criaturas
Uma das mecânicas principais do jogo é a domesticação de criaturas. A maior parte delas pode ser domesticada pelo jogador, mas algumas, como Meganeura e Titanomyrma, não podem. O método de domesticação varia a cada criatura. A maior parte é domesticada "violentamente", significando que o jogadores deve nocautear o animal com projéteis tranquilizantes ou armas não afiadas, como um porrete. Muitas vezes, os jogadores devem manter o dinossauro sedado com frutos ou substâncias narcóticas. Uma vez nocauteado, o jogador deve alimentar o animal com sua comida preferida, como frutos silvestres ou vegetais para os herbívoros e carne crua para os carnívoros. Comidas diferentes domesticam o animal em velocidades diferentes. A maioria das criaturas é domesticada mais rapidamente e efetivamente com uma comida chamada Kibble (ou "Ração"), que pode ser criada usando ovos de outras criaturas. Algumas delas também podem ser domesticadas "passivamente", se aproximando do animal e cuidadosamente dando-o comida.
Uma vez que a criatura é domesticada, ela segue os comandos do jogador que a domesticou. Muitas também podem ser montadas, permitindo que o jogador use as habilidades do animal, como ataques, voo ou rápida movimentação subaquática. Quando montado em certas criaturas, os jogadores ainda podem utilizar armas. Elas também podem ser usadas para carregar itens, e os jogadores podem dar comandos ofensivos ou defensivos a eles; por exemplo, um grupo de Utahraptors pode ser comandado para defender a base, e um grupo de Triceratops pode ser comandado para atacar uma base inimiga. Alguns dos maiores animais, como o Brontosaurus e o Mosasaurus, podem ter selas de plataforma em suas costas, oferecendo ao jogador uma base pequena mas móvel. O jogo também inclui uma variedade de outros animais que não dinossauros, como dodôs, mamutes-lanosos, tigres-dentes-de-sabre, megalodontes, megalanias, Diplocaulus e Doedicurus. Cada criatura do jogo possuiu ecossistemas vivos e hierarquias de predação.

### Sobrevivência e construção
Os jogadores devem se manter atentos a vários medidores, como sua vida, energia, oxigênio, fome, sede, e "peso", ou quanto eles podem carregar. Caso o jogador leve dano, seu medidor de vida se regenerará gradualmente se ele tiver consumido a comida necessária, ou se ele criar itens que a regeneram mais rapidamente. Os jogadores ganham experiência ao coletarem materiais, criarem objetos, matarem criaturas ou descobrir notas de explorador. Uma vez que o jogador tenha adquirido a experiência necessária, ele ganha um ponto de nível, que pode ser gasto para melhorar um dos medidores do jogador, que além dos supracitados também pode ser seu dano de corpo-a-corpo, sua velocidade de movimento ou sua velocidade de criação de itens. Em junho de 2020, o nível máximo de jogadores é 105, com 45 níveis adicionais podendo ser ganhos derrotando chefões e mais 5 com um chibi (um animal de estimação cosmético obtido através de um evento do jogo). Criaturas domesticadas também ganham experiência e pontos de nível, que podem ser gastos em medidores similares. As criaturas aparecem no jogo em níveis entre 1 e 150 e, quando domesticadas, podem ganhar até 75 níveis adicionais. Também há animais que podem ser domesticados em níveis ainda mais altos, os dinossauros "tek"; estes aparecem um níveis de até 180. Também há variedades específicas de criaturas, como o Rock Drake e as variações da serpe, que podem aparecer em níveis de até 190. Estas, entretanto, não são domesticáveis na natureza, devendo ser chocadas de seus ovos respectivos.
Os jogadores podem construir estruturas pelo mundo. Para construir uma base, o jogador deve adquirir os componentes da estrutura – como pisos, portas e janelas construídas com recursos espalhados pelo mundo – que são recebidos à medida que ele progride e ganha níveis. O jogador pode criar qualquer estrutura, desde que tenha a logística e recursos; a integridade estrutural da construção é comprometida quando pilares e fundações são destruídos. As estruturas podem ser construídas de uma variedade de classes de materiais, com melhores classes oferecendo melhor proteção, mas custando mais recursos de construção. Os jogadores começam com estruturas de palha, passando então para madeira, pedra, metal e finalmente "tek", um material fictício futurístico. Também há estruturas de vidro que podem ser usadas para garantir um efeito de estufa a plantas construídas do lado de dentro. Estruturas de adobe bloqueiam o calor do exterior para uma temperatura ideal no interior. Os jogadores também podem criar itens no jogo, como armas, coletando os recursos e a tecnologia necessários para tal. Além disso, os jogadores também podem criar e adicionar acessórios a suas armas, como uma mira telescópica ou uma lanterna para uma pistola ou fuzil de assalto.

## Desenvolvimento
Desenvolvimento preliminar em Ark: Survival Evolved foi iniciado em outubro de 2014. Studio Wildcard, a equipe estadunidense de Seattle por trás do jogo, contratou a desenvolvedora egípcia Instinct Games para facilitar o desenvolvimento. Para procurar informações sobre as espécies pré-históricas do jogo, a equipe de desenvolvimento leu "livros para audiências gerais" e artigos online, e procurou assistência de amigo que estudaram áreas das ciências biológicas. Para criar as espécies e o mundo, a equipe tomou liberdades criativas por motivos de jogabilidade, apesar de haver uma explicação canônica para o motivo das espécies terem divergido de suas versões históricas. Muitos dos desenvolvedores foram inspirados por filmes de dinossauros como Jurassic Park e Em Busca do Vale Encantado.
A equipe adicionou ao jogo características que poderiam ser aproveitadas por todos os tipos de jogadores, ao invés de apenas por jogadores de jogos de sobrevivência, como a habilidade de simplesmente explorar a ilha e lutar contra chefões, como uma recompensa por descobrir segredos no mapa. Eles também adicionaram um final de jogo como objetivo, já que sentiam que a maior parte dos jogos do gênero não tinham um. Eles queriam "fornecer uma profundidade e âmbito que permite que o mundo não seja apenas um meio para um objetivo [...] mas também um local a se explorar", disse o diretor criativo Jesse Rapczak.
O jogo, utilizando o motor Unreal Engine 4, contem "dezenas de milhares" de entidades de inteligência artificial, de acordo com Rapczak. Ele também suporta jogabilidade em realidade virtual (VR); Rapczak, que tem quase três anos de experiência com head-mounted displays, descreveu o jogo como projetado com VR em mente desde o início.
O jogo foi lançado inicialmente em acesso antecipado através da Steam para Microsoft Windows em 2 de junho de 2015, pouco antes do lançamento do filme Jurassic World naquele mês. Rapczak disse que o lançamento do jogo foi planejado para tirar vantagem da "febre de dinossauros" que existia graças ao lançamento do filme. O jogo recebeu um lançamento subsequente em acesso antecipado para Linux e OS X em 1 de julho de 2015, e através do programa Xbox Game Preview para Xbox One em 16 de dezembro de 2015; uma versão para PlayStation 4 foi lançada em 6 de dezembro de 2016. O jogo completo foi lançado em 29 de agosto de 2017 para Windows, PlayStation 4 e Xbox One; ele foi inicialmente planejado para junho de 2016, mas foi adiado em abril. Ele foi lançado com suporte para Oculus Rift e PlayStation VR, e a versão para Xbox One foi lançada através do programa ID@Xbox. A versão padrão foi lançada simultaneamente com uma "Edição do Explorador", que incluía um passe de temporada com três expansões, e uma "Edição do Colecionador", que incluía o passe de temporada, um colar, um mapa, um caderno, um pôster da equipe de desenvolvimento, uma embalagem de um baú de madeira, e a trilha sonora oficial do jogo. Versões para Android e iOS foram lançadas em 14 de junho de 2018, e uma versão para Nintendo Switch foi lançada em 30 de novembro de 2018. Uma versão para Google Stadia foi anunciada em outubro de 2020, com lançamento planejado para o início de 2021; ele foi adiado para o verão de 2021 em maio. Uma versão melhorada do jogo será disponibilizada para Xbox Series X e Series S incluindo mais detalhes e resolução e distância de renderização melhoradas.

### Modos de jogo
Em 16 de março de 2016, o modo de jogo Survival of the Fittest foi lançado em acesso antecipado como um jogo individual gratuito sem microtransações; seu lançamento completo foi planejado para o meio de 2016, mas foi eventualmente fundido ao jogo principal já que a equipe de desenvolvimento não queria monetizá-lo, e queria garantir que modders possam aplicar o kit de desenvolvimento de Survival Evolved a Survival of the Fittest. Haverá diversos torneios de eSports neste modo, com uma premiação de 50.000 dólares. Jogadores que jogaram Survival of the Fittest antes de este ser fundido ao jogo principal continuam a poder jogá-lo sem custo adicional, enquanto novos jogadores devem pagar antes de obterem acesso. Ele está disponível a qualquer jogador que compre o jogo principal.
Em 25 de março de 2019, os desenvolvedores anunciaram um novo modo de jogo: PvP clássico. Este novo modo foi disponibilizado para PC em 2 de abril de 2019. A atualização tem como objetivo reverter o cenário de PvP de volta aos tempos antigos de Ark através de servidores com limitações como: sem alianças oficiais entre tribos, limites ao tamanho de tribos, falta de eventos de evolução, dinossauros "tek" não domesticáveis, sem acesso a conteúdos das expansões Aberration e Extinction, sem engramas "tek" e dano reduzido de armas.

### Expansões
Além das cinco expansões pagas listadas abaixo, cinco mapas foram disponibilizados gratuitamente para download, todos baseados em mods criados anteriormente pela comunidade: The Center foi lançado em 17 de maio de 2016; Ragnarok foi lançado em 12 de junho de 2017 e introduziu o grifo; Valguero foi lançado em 19 de julho de 2019 e introduziu o deinonico; Crystal Isles foi lançado em 25 de agosto de 2020 e introduziu o Tropeognathus; e Lost Island tem seu lançamento planejado para 2021 e introduzirá o Amargasaurus, o Dinopithecus e um terceiro animal ainda não revelado, sendo estes dois últimos escolhidos pela comunidade. Uma DLC gratuita de "conversão total" também foi lançada em 28 de julho de 2016 e intitulada Primitive Plus (ou Primitive+), alterando várias mecânicas de jogo e adicionando elementos de RPG.

#### Scorched Earth
Em 1.º de setembro de 2016, o Studio Wildcard lançou o conteúdo para download (DLC) pago Scorched Earth. A expansão inclui um novo mapa do deserto, bem como vários recursos e itens temáticos. Ela também inclui 12 novas criaturas: as fictícias Deathworm (baseado em parte no verme-da-mongólia), serpe, mantícora, Morellatops (uma combinação dos dinossauros Morelladon e Ceratops que preenche o nicho ecológico de camelos no deserto), Jug Bug (um inseto similar a um gafanhoto ou uma formiga-pote-de-mel que não é domesticável, mas é equipado com uma bolsa em suas costas que armazena água ou óleo), Rock Elemental (baseado no Golem) e fênix, bem como as criaturas baseadas em animais reais jerboa, Lymantria, louva-a-deus, diabo-espinhoso e abutre.
Scorched Earth possui três padrões de clima únicos: tempestades de areia diminuem radicalmente a visibilidade e drenam a energia, supercalor drena sua água em uma velocidade muito mais rápida que o normal e induz insolação rapidamente, e trovoadas temporariamente desativam dispositivos eletrônicos e impedem que armas de fogo (e selas "tek") atirem.
O lançamento de DLC paga para um jogo ainda em acesso antecipado causou uma reação negativa entre jogadores, resultando em muitas análises negativas na Steam pouco depois do lançamento da expansão.

#### Aberration
Em 12 de dezembro de 2017, a DLC paga Aberration foi lançada, adicionando um novo mapa subterrâneo e tematicamente alienígena e 15 novas criaturas: os fictícios basilisco, Bulbdog (um animal de estimação bioluminescente parcialmente baseado em pugs e buldogues), Featherlight, Glowtail (parcialmente inspirado em Draco volans e em espécies de lagartos pré-históricos voadores), Karkinos (parcialmente baseado no caranguejo-aranha-japonês), Nameless (parcialmente baseado no chupa-cabra e não domesticável), Reaper (baseado nos xenomorfos da série de filmes Alien com habilidades acídicas), Ravager (baseado no Barghest e capaz de escalar tirolesas e vinhas), Rock Drake (baseado em lendas de dragões sem asas), Rockwell, Seeker (baseado em contos de H. P. Lovecraft) e Shinehorn, bem como as criaturas baseadas em animais reais vaga-lume, lampreia e rato-toupeira-pelado.
Os animais de estimação Bulbdog, Glowtail e Shinehorn possuem uma habilidade de bioluminescência que enfraquece os Nameless e os Reapers. Novos itens também foram adicionados, como ganchos de escalada e armaduras de planagem para navegar pelo terreno hostil. Sendo o maior mapa em termos de área jogável, Aberration também permite que os jogadores descubram mais sobre o enredo de Ark.

#### Extinction
Em 6 de novembro de 2018, a DLC paga Extinction foi publicada pela Snail Games USA. A expansão se passa em uma Terra distópica no futuro que foi corrompida por "Elemento"; várias criaturas foram infectadas por esse Elemento e vão atacar o jogador independentemente de seu comportamento normal. A DLC introduziu uma nova mecânica ao jogo: eventos de PvE onde o jogador deve defender tesouros orbitais do espaço ou veias de minério de Elemento para ganhar itens e recursos. Novas criaturas também foram introduzidas, tanto orgânicas quanto mecânicas, como os Gasbags, um tardígrado evoluído que pode se inflar e soltar gases ou voar e o Enforcer, um lagarto robótico que é capaz de se teletransportar. Os chefões de Extinction se chamam "Titãs" e são criaturas fictícias gigantes e poderosas muito maiores que qualquer outro animal no jogo, e podem ser mortas ou temporariamente domesticadas.

#### GenesiseGenesis: Part 2
Em 25 de fevereiro de 2020, a quarta DLC paga, Genesis, foi publicada pela Snail Games USA. Essa expansão se passa em uma simulação, permitindo que o jogador viaje para 5 mini mapas. Cada mini mapa é um bioma diferente, sendo eles Pântano, Ártico, Oceano, Vulcânico e Lunar. A expansão adiciona novos recursos, itens e 9 criaturas, todas fictícias. Durante Genesis, o jogador é acompanhado pelo robô multifuncional HLN-A (Helena), e a DLC oferece novas missões aos jogadores.
A quinta e última DLC paga, Genesis Part 2, foi anunciada em 7 de novembro de 2020 e lançada em 3 de junho de 2021. A expansão completou o enredo do jogo e adicionou 7 criaturas, todas fictícias.

## Recepção
Ark: Survival Evolved recebeu críticas "mistas ou medianas" em suas versões para Microsoft Windows, PlayStation 4 e Xbox One, enquanto sua versão para Nintendo Switch recebeu críticas "geralmente desfavoráveis" de acordo com o agregador de críticas Metacritic, sendo esta última versão o jogo com a pior nota de 2018 para o console.
TJ Hafer da IGN deu ao jogo uma nota de 7.7/10 e afirmou, "quando eu estou me divertindo em Ark, eu estou me divertindo muito. O problema é que esses momentos são geralmente uma parte para cada nove partes de grinding e crafting servis – especialmente nas últimas classes tecnológicas. Ter que repetir tanto trabalho depois de falhar em uma tentativa contra um chefão parece punitivo demais, e alguns dinossauros muito idiotas podem tirar muito do desafio e sentido de perigo de muitas locações. Mesmo com todos esses problemas, entretanto, eu ainda estou faminto para jogar mais depois das 60 horas que eu já gastei. Não há muitos jogos de sobrevivência que legitimamente seguraram a minha atenção por tanto tempo."
A GameSpot deu ao jogo uma nota 6/10, dizendo que "esse incrível senso de lugar e atmosfera é prejudicado pela absurda dificuldade de tudo que você tem que fazer, a quantidade espetacular de tempo necessário para aproveitar mesmo um décimo do que o jogo tem a oferecer, e a aleatoriedade da morte constantemente destruindo tudo que você construiu." Ian Birnbaum da PC Gamer deu ao jogo uma nota de 72/100, afirmando que ele é "uma bagunça inchada e repleta de grinding, mas tão cheia de opções que há um jogo melhor escondido dentro dele."
A versão do jogo para Switch foi duramente criticada por ser notavelmente um downgrade para se ajustar ao console, sendo criticado por sua baixa resolução e taxa de quadros, nível mínimo de detalhes, texturas embaçadas, modelos low poly, problemas de estabilidade e longos tempos de carregamento. A Eurogamer comparou esta versão do jogo a uma "versão mal comprimida em JPEG de uma pintura impressionista."

### Vendas
Um mês depois de seu lançamento em acesso antecipado na Steam, Ark tinha vendido mais de um milhão de cópias. Até agosto de 2016, o jogo tinha vendido mais de 5,5 milhões de cópias para Windows e Xbox One, com cerca de 1,5 milhão vindas do console.
O co-fundador Jesse Rapczak explicou que o lançamento das expansões Genesis ocorreu parcialmente graças ao sucesso de vendas inesperado de Extinction e do passe de temporada, e parcialmente graças à sua crença de que a história de Ark poderia ser expandida ainda mais.

## Sequência espin-offs
Dois jogos spin-off desenvolvidos pelo Peacock Studio e pela Snail Games USA, respectivamente, foram lançados em março de 2018: Ark Park, um jogo de realidade virtual, e PixARK, um jogo sandbox de sobrevivência.
Uma sequência, Ark II, foi anunciada no The Game Awards 2020. O jogo estrelará Vin Diesel.

## Série animada
Uma série animada baseada no jogo foi anunciada no The Game Awards 2020. Seu elenco incluirá Madeleine Madden, Michelle Yeoh, Gerard Butler, Jeffrey Wright, David Tennant, Zahn McClarnon, Devery Jacobs, Ragga Ragnars, Elliot Page, Karl Urban, Malcolm McDowell, Deborah Mailman, Juliet Mills, Alan Tudyk, Ron Yuan, Russell Crowe e Vin Diesel.